# Enotes montrouzieri
Enotes montrouzieri är en skalbaggsart som beskrevs av Thomson 1864. Enotes montrouzieri ingår i släktet Enotes och familjen långhorningar. Inga underarter finns listade i Catalogue of Life.